# Гавана (Іллінойс)
Гавана (англ. Havana) — місто (англ. city) в США, в окрузі Мейсон штату Іллінойс. Населення — 2963 особи (2020).

## Географія
Гавана розташована за координатами 40°17′42″ пн. ш. 90°3′28″ зх. д. / 40.29500° пн. ш. 90.05778° зх. д. (40.295109, -90.057810).  За даними Бюро перепису населення США в 2010 році місто мало площу 7,53 км², з яких 7,10 км² — суходіл та 0,43 км² — водойми.

## Демографія
Згідно з переписом 2010 року, у місті мешкала 3301 особа в 1371 домогосподарстві у складі 844 родин. Густота населення становила 439 осіб/км².  Було 1535 помешкань (204/км²).
Расовий склад населення:
| - 98,0 % — білих - 0,6 % — чорних або афроамериканців - 0,3 % — корінних американців - 0,3 % — азіатів |

До двох чи більше рас належало 0,7 %. Частка іспаномовних становила 0,5 % від усіх жителів.
За віковим діапазоном населення розподілялося таким чином: 21,8 % — особи молодші 18 років, 55,9 % — особи у віці 18—64 років, 22,3 % — особи у віці 65 років та старші. Медіана віку мешканця становила 42,5 року. На 100 осіб жіночої статі у місті припадало 90,3 чоловіків;  на 100 жінок у віці від 18 років та старших — 87,2 чоловіків також старших 18 років.
Середній дохід на одне домашнє господарство  становив 49 880 доларів США (медіана — 34 557), а середній дохід на одну сім'ю — 64 801 долар (медіана — 51 696). Медіана доходів становила 54 345 доларів для чоловіків та 27 500 доларів для жінок. За межею бідності перебувало 18,8 % осіб, у тому числі 26,4 % дітей у віці до 18 років та 4,6 % осіб у віці 65 років та старших.
Цивільне працевлаштоване населення становило 1402 особи. Основні галузі зайнятості: освіта, охорона здоров'я та соціальна допомога — 23,5 %, роздрібна торгівля — 15,8 %, транспорт — 12,4 %, публічна адміністрація — 11,3 %.